# Acrostolia
Acrostolia, nekadašnji rod jetrenjarki u porodici Aneuraceae.
Opisao ga je Dumort. 1835.

## Vrste
- Acrostolia alata (Gottsche & Rabenh.) Trevis.
- Acrostolia algoides (Taylor) Trevis.
- Acrostolia bogotensis (Gottsche) Trevis.
- Acrostolia brevifolia (Gottsche & Rabenh.) Trevis.
- Acrostolia eriocaula (Hook.) Dumort. = Riccardia eriocaula (Hook.) Besch. & C.Massal.[3]
- Acrostolia fucoidea (Sw.) Dumort.
- Acrostolia humilis (Gottsche) Trevis.
- Acrostolia papillata (Gottsche) Trevis.
- Acrostolia poeppigiana (Lehm. & Lindenb.) Trevis.
- Acrostolia prehensilis (Hook. f. & Taylor) Trevis.
- Acrostolia virgata (Gottsche) Trevis.